# Bushokje (lied)
Bushokje is een lied van de Nederlandse rapper Kevin. Het stond in 2022 als vijfde track op de ep Plenty bars.

## Achtergrond
Bushokje is geschreven door Kevin de Gier en Charnett Reemnet en geproduceerd door Zerodix. Het is een nummer uit het genre nederhop. In het lied rapt de artiest over de weg die hij heeft afgelegd naar de succesvolle rapper die hij is geworden. Het is het enige lied op de ep waarop geen gastbijdrage van andere artiest te horen is. Het nummer werd bij radiozender FunX uitgeroepen tot DiXte track van de week. De single heeft in Nederland de gouden status.

## Hitnoteringen
De rapper had succes met het lied in de hitlijsten van Nederland. Het piekte op de achttiende plaats van de Nederlandse Single Top 100 en stond 21 weken in deze hitlijst. De Nederlandse Top 40 werd niet bereikt; het kwam hier tot de zevende plaats van de Tipparade.